# Keith Carradine
Keith Ian Carradine (San Mateo, 8 agosto 1949) è un attore e cantante statunitense.
Membro della celebre famiglia Carradine, Keith è fratello di Robert, fratellastro di David e figlio del capostipite John.

## Carriera
Proprio con suo padre iniziò la carriera di attore, recitando a teatro in alcune produzioni shakespeariane. Uno dei suoi primi ruoli cinematografici fu il gangster Bowie nel film Gang del 1974. Il suo primo lavoro importante fu a Broadway nel 1972, nel celebre musical Hair. Nel 1976 ha vinto il premio Oscar per la migliore canzone con I'm Easy, contenuta nel film di Robert Altman Nashville. Nel 1978 prende parte al film Pretty Baby con Susan Sarandon, nel 1981 partecipa a I guerrieri della palude silenziosa, nel 1989 a Strada senza ritorno e nel 1995 a Legame mortale. Nel 2014 torna a Broadway con Hands on a Hardbody, per cui viene candidato ai Tony Award come miglior attore non protagonista.

## Vita privata
Dalla sua relazione con la collega Shelley Plimpton, nacque Martha Plimpton (1970). Carradine conobbe sua figlia per la prima volta quando lei aveva già quattro anni. Il 6 febbraio 1982 Keith Carradine ha sposato l'attrice Sandra Will; il matrimonio si è concluso nel 1993 con una prima separazione, a cui è seguito il divorzio nel 1999. Da questa unione sono nati due figli, Cade Richmond (1982) e Sorel Johannah (1985). Il 18 novembre 2006 ha sposato a Torino Hayley DuMond, modella e attrice, conosciuta nel 1999 e da allora sua compagna.

## Filmografia parziale

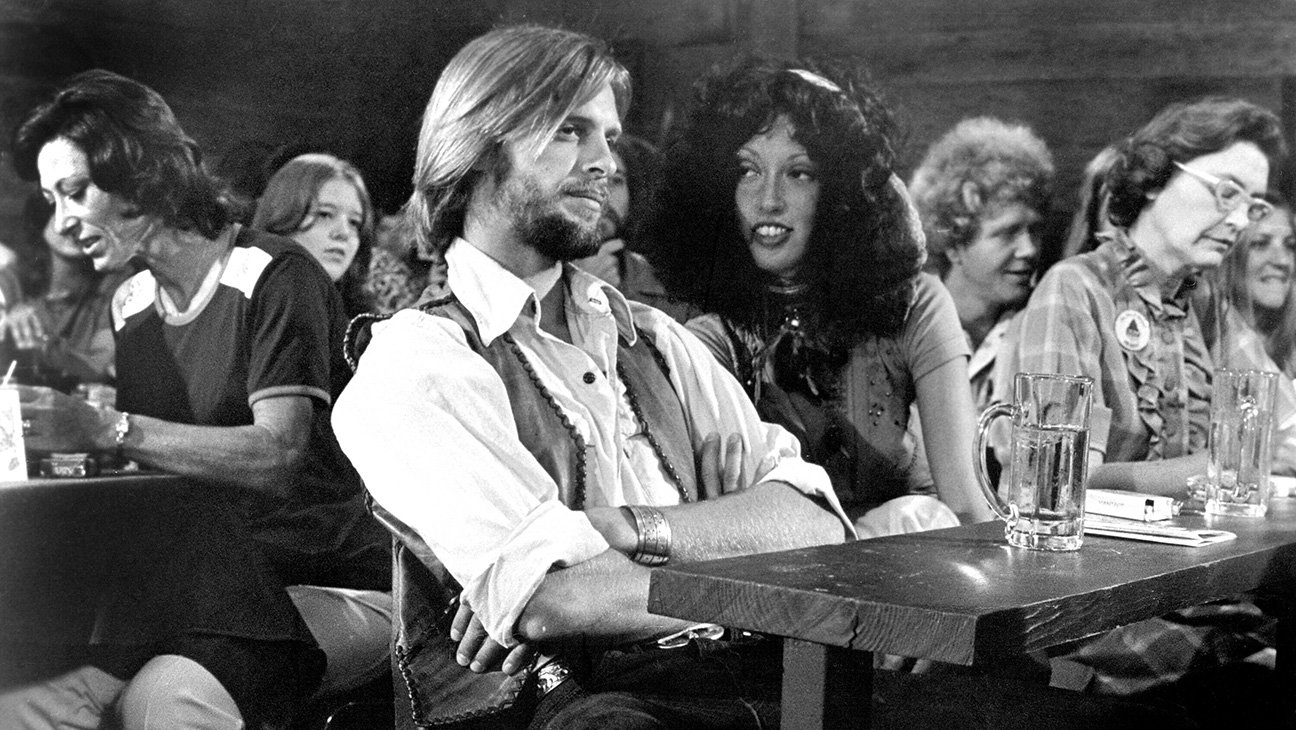
Keith Carradine con Shelley Duvall nel film Nashville (1975)

### Cinema
- I compari (McCabe & Mrs. Miller), regia di Robert Altman (1971)
- Quattro tocchi di campana (A Gunfight), regia di Lamont Johnson (1971)
- L'imperatore del Nord (Emperor of the North Pole), regia di Robert Aldrich (1973)
- Gang (Thieves Like Us), regia di Robert Altman (1974)
- Arrivano Joe e Margherito, regia di Giuseppe Colizzi (1974)
- Nashville, regia di Robert Altman (1975)
- I duellanti (The Duellists), regia di Ridley Scott (1977)
- Pretty Baby, regia di Louis Malle (1978)
- Un amore perfetto o quasi (An Almost Perfect Affair), regia di Michael Ritchie (1979)
- Old Boyfriends - Il compagno di scuola (Old Boyfriends), regia di Joan Tewkesbury (1979)
- I cavalieri dalle lunghe ombre (The Long Riders), regia di Walter Hill (1980)
- I guerrieri della palude silenziosa (Southern Comfort), regia di Walter Hill (1981)
- Maria's Lovers, regia di Andrej Končalovskij (1984)
- Stati di alterazione progressiva (Trouble in Mind), regia di Alan Rudolph (1985)
- L'inchiesta, regia di Damiano Damiani (1986)
- Congiure parallele (Backfire), regia di Gilbert Cates (1988)
- The Moderns, regia di Alan Rudolph (1988)
- Strada senza ritorno (Street of No Return), regia di Samuel Fuller (1989)
- Mio caro dottor Gräsler, regia di Roberto Faenza (1990)
- Andre - Un amico con le pinne (Andre), regia di George Trumbull Miller (1994)
- Mrs. Parker e il circolo vizioso (Mrs. Parker and the Vicious Circle), regia di Alan Rudolph (1994)
- Wild Bill, regia di Walter Hill (1995)
- Due giorni senza respiro (2 Days in the Valley), regia di John Herzfeld (1996)
- Segreti (A Thousand Acres), regia di Jocelyn Moorhouse (1997)
- The Californians - Il progetto (The Californians), regia di Jonathan Parker (2005)
- Bobby Z - Il signore della droga (The Death and Life of Bobby Z), regia di John Herzfeld (2007)
- L'inverno dei sogni infranti (Winter of Frozen Dreams), regia di Eric Mandelbaum (2009)
- Peacock, regia di Michael Lander (2010)
- Cowboys & Aliens, regia di Jon Favreau (2011)
- Questioni di famiglia (The Family Tree), regia di Vivi Friedman (2011)
- Senza santi in paradiso (Ain't Them Bodies Saints), regia di David Lowery (2013)
- After the Fall, regia di Saar Klein (2014)
- L'estate di Dakota (Cowgirls 'n Angels - Dakota's Summer), regia di Timothy Armstrong (2014)
- Terroir, regia di John Jopson (2014)
- Bereave, regia di Evangelos Giovanis e George Giovanis (2015)
- A Quiet Passion, regia di Terence Davies (2016)
- Old Man & the Gun (The Old Man & the Gun), regia di David Lowery (2018)
- Il potere del cane (The Power of the Dog), regia di Jane Campion (2021)

### Televisione
- Bonanza – serie TV, episodio 13x03 (1971)
- Nel nome del Signore (Murder Ordained) – miniserie TV (1987)
- Vietnam morte Orange (My Father, My Son), regia di Jeff Bleckner – film TV (1988)
- Peccati inconfessabili (Judgment), regia di Tom Topor – film TV (1990)
- Payoff, regia di Stuart Cooper – film TV (1991)
- Dead Man's Walk – miniserie TV (1996)
- Ultima fermata Saber River (Last Stand at Saber River), regia di Dick Lowry – film TV (1997)
- US Cop: uno sporco affare (Sirens), regia di John Sacret Young – film TV (1999)
- Una vita per la libertà (Enslavement: The True Story of Fanny Kemble), regia di James Keach – film TV (2000)
- Baby, regia di Robert Allan Ackerman – film TV (2000)
- Frasier – serie TV, episodio 9x22 (2002)
- Street Time – serie TV, episodi 1x04-1x05-1x06 (2002)
- Star Trek: Enterprise – serie TV, episodio 2x24 (2003)
- Monte Walsh - Il nome della giustizia (Monte Walsh), regia di Simon Wincer – film TV (2003)
- Selvaggi (Complete Savages) – serie TV, 19 episodi (2004)
- Deadwood – serie TV, 5 episodi (2004)
- Criminal Minds – serie TV, episodi 2x13-2x23 (2007)
- Dexter – serie TV, 15 episodi (2007-2009) – Frank Lundy
- Numb3rs – serie TV, episodi 5x02-5x03-5x04 (2008)
- Law & Order - I due volti della giustizia (Law & Order) – serie TV, episodio 19x16 (2009)
- Crash – serie TV, episodi 2x06-2x07 (2009)
- Dollhouse – serie TV, episodi 2x04-2x05-2x07 (2009)
- Damages – serie TV, 4 episodi (2010)
- The Big Bang Theory – serie TV, 5 episodi (2010-2019)
- Missing – serie TV, 7 episodi (2012)
- The Following – serie TV, episodio 2x01 (2014)
- Aiutami Hope! (Raising Hope) – serie TV, episodio 4x15 (2014)
- NCIS - Unità anticrimine (NCIS) – serie TV, episodio 11x17 (2014)
- Fargo – serie TV, 9 episodi (2014-2015)
- Madam Secretary – serie TV, 105 episodi (2014-2019)
- Fear the Walking Dead – serie TV, 9 episodi (2021-2022)
- Law & Order: Organized Crime – serie TV, episodi 4x06, 4x07, 4x08 (2024)

## Discografia
- 1976 – I'm Easy
- 1978 – Lost and Found
- 1979 – An Interview with Keith Carradine
- 1984 – The land Where Dreams are made
- 1991 – The Will Rogers Follies

## Doppiatori italiani
Nelle versioni in italiano delle opere in cui ha recitato, Keith Carradine è stato doppiato da:
- Sergio Di Stefano in Quattro tocchi di campana, L'inchiesta, Andre - Un amico con le pinne, Una vita per la libertà, Monte Walsh - Il nome della giustizia (ridoppiaggio), Bobby Z - Il signore della droga, Damages
- Gino La Monica in Congiure parallele, Numb3rs, Dexter, Missing, Senza santi in paradiso, Fargo, Madam Secretary
- Rodolfo Bianchi in Stati di alterazione progressiva, America, Cold Feet - Piedi freddi, The Following
- Fabrizio Temperini in Dead Man's Walk, U.S. Cop - Uno sporco affare, Law & Order - I due volti della giustizia, Crash
- Michele Kalamera in Street Time, Deadwood, Criminal Minds
- Dario Penne ne I duellanti, Selvaggi
- Gianni Giuliano ne I cavalieri dalle lunghe ombre, Il potere del cane
- Paolo Maria Scalondro in The Moderns, Strada senza ritorno
- Antonio Sanna in Monte Walsh - Il nome della giustizia, Old Man & the Gun
- Saverio Moriones in Nel nome del Signore, Mio caro dottor Gräsler
- Ambrogio Colombo in Dollhouse, The Big Bang Theory
- Luca Biagini in A Quiet Passion, Law & Order: Organized Crime
- Luciano Melani ne L'imperatore del Nord
- Claudio Capone in Gang
- Pino Locchi in Arrivano Joe e Margherito
- Rodolfo Traversa in Pretty Baby
- Oliviero Dinelli ne I guerrieri della palude silenziosa
- Mario Cordova in Maria's Lovers
- Massimo Lodolo in Payoff
- Massimo Corizza in Wild Bill
- Roberto Pedicini in Legame mortale
- Cesare Barbetti in Due giorni senza respiro
- Sergio Di Giulio in Segreti
- Stefano Benassi in Ultima fermata a Saber River
- Raffaele Farina in Baby
- Diego Reggente in Wooly Boys
- Alessandro D'Errico in L'inverno dei sogni infranti
- Paolo Marchese in NCIS - Unità anticrimine
- Oliviero Corbetta in The Californians - Il progetto
- Teo Bellia in Aiutami Hope!
- Giovanni Petrucci in Peacock
- Antonio Palumbo in Cowboys & Aliens
- Sergio Lucchetti in Questioni di famiglia
- Carlo Valli in L'estate di Dakota
- Stefano Mondini in Fear the Walking Dead

Da doppiatore è sostituito da:
- Gabriele Calindri in Balto - Sulle ali dell'avventura